# Melaenornis fischeri
Il pigliamosche ardesia occhibianchi (Melaenornis fischeri (Reichenow, 1884)) è un piccolo uccello passeriforme della famiglia Muscicapidae.
Il nome scientifico commemora l'esploratore tedesco Gustav Fischer.

## Distribuzione e habitat
Il pigliamosche ardesia occhibianchi è nativo degli altopiani tra l'Etiopia e il Kenya. Vive in tutta l'Africa Centrale e orientale dal Sudan meridionale fino a Zambia e Malawi e a ovest fino alla Repubblica Democratica del Congo. È un uccello comune negli habitat boscosi, nella savana e nei giardini.

## Biologia
È un volatile caratteristico, si vede normalmente in coppia o da solo; si osservano frequentemente mentre cacciano insetti in volo o sul terreno. Mentre si procurano il cibo sembrano completamente indifferenti alla pioggia battente o alle tempeste tropicali. Si appollaiano su rami, tronchi o cartelli in pose erette.

## Sistematica
Questa specie in precedenza era classificata come Dioptrornis fischeri, ma recentemente le tre specie di pigliamosche ardesia sono state spostate nel genere Melaenornis.
Sono state descritte quattro sottospecie:
- M. f. fischeri (Reichenow, 1884)
- M. f. toruensis (Hartert, 1900)
- M. f. nyikensis (Shelley, 1899)
- M. f. semicinctus (Hartert, 1916)